# Ligne 12 du métro de Barcelone
La ligne 12 (en catalan : Línia 12 del metro de Barcelona, en espagnol : Línea 12 del metro de Barcelona) est l'une des douze lignes du réseau du métro de Barcelone. Elle est exploitée par FGC sur la ligne Barcelone - Vallès en tant que navette entre deux stations.

## Historique
Le projet de la ligne 12 est présenté en 2003 par le gouvernement catalan. Il s'agit de creuser, au départ de Sarrià, une ligne de 26 km et 22 stations nouvelles desservant Esplugues de Llobregat, Sant Just Desvern, Sant Joan Despí, Sant Feliu de Llobregat, Sant Boi de Llobregat, Viladecans, Gavà et Castelldefels. L'objectif est de mettre la ligne en service en 2008, pour un coût d'un milliard d'euros. En 2005, le projet est abandonné par l'exécutif autonome, en raison notamment de l'absence des études techniques et budgétaires nécessaires à sa réalisation.

Schéma de la ligne envisagée en 2003.

À la suite de travaux à Sarrià, la ligne 6 est contrainte d'y faire son terminus, et n'achève plus son parcours à la station suivante, Reina Elisenda. Un service de navette est mis en place le 16 septembre 2016 entre ces deux arrêts, et reçoit le nom de « ligne 12 ».

## Caractéristiques

### Ligne
La ligne compte uniquement deux stations. Elle sert de navette entre Sarrià, terminus de la ligne 6, et Reina Elisenda. Elle se situe sur la ligne Barcelone - Vallès des Chemins de fer de la généralité de Catalogne (FGC).

### Stations et correspondances
|  |   |  | Station        | Communes                        | Correspondances |
|  | - |  | -------------- | ------------------------------- | --------------- |
|  | ■ |  | Sarrià         | Barcelone (Sarrià-Sant Gervasi) |                 |
|  | ■ |  | Reina Elisenda | Barcelone (Sarrià-Sant Gervasi) |                 |

## Exploitation
La ligne est exploitée par les Chemins de fer de la généralité de Catalogne.

### Matériel roulant
Circulent sur la ligne des trains séries 112, 113, 114 et 115.

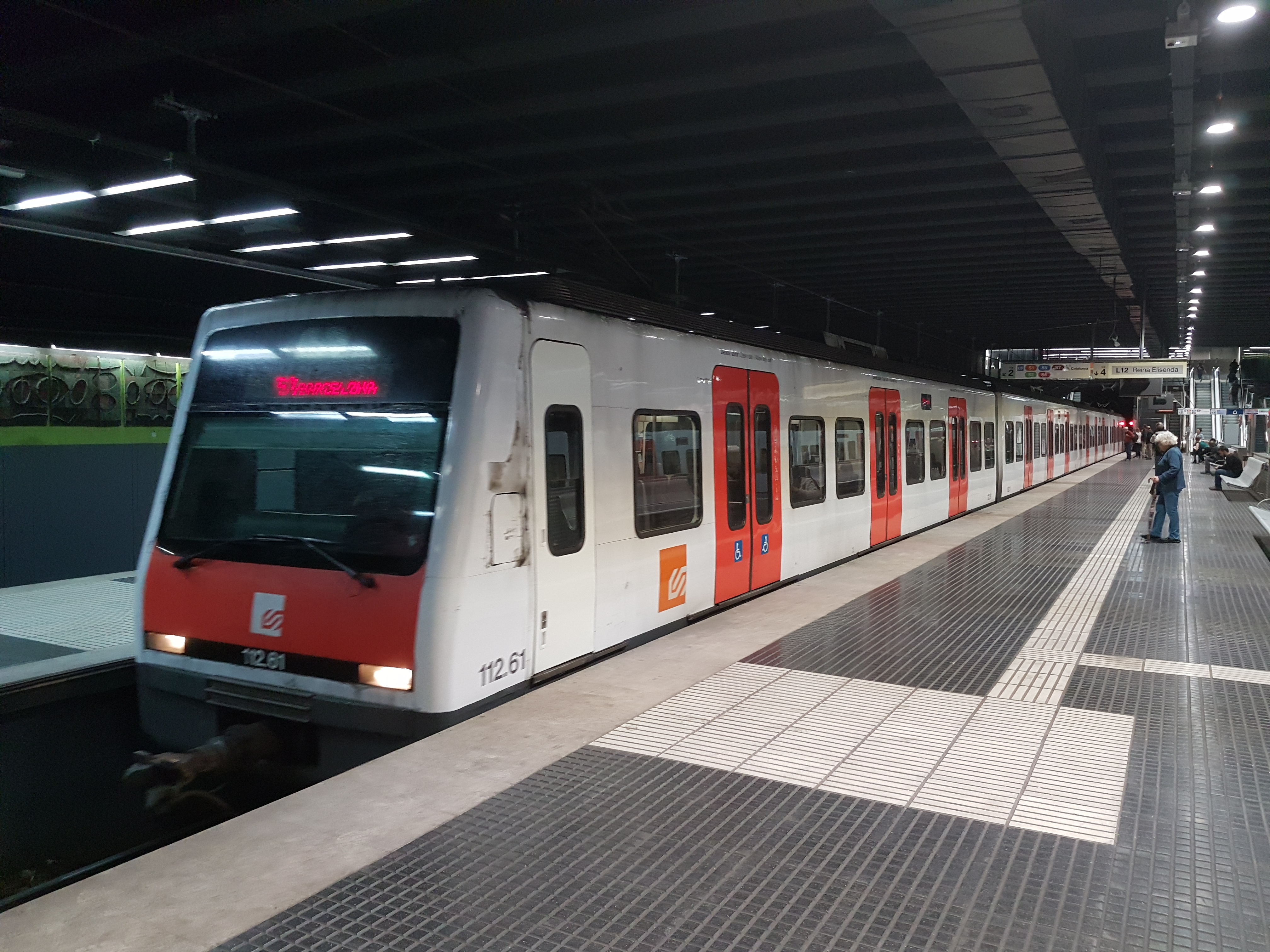
Série 112
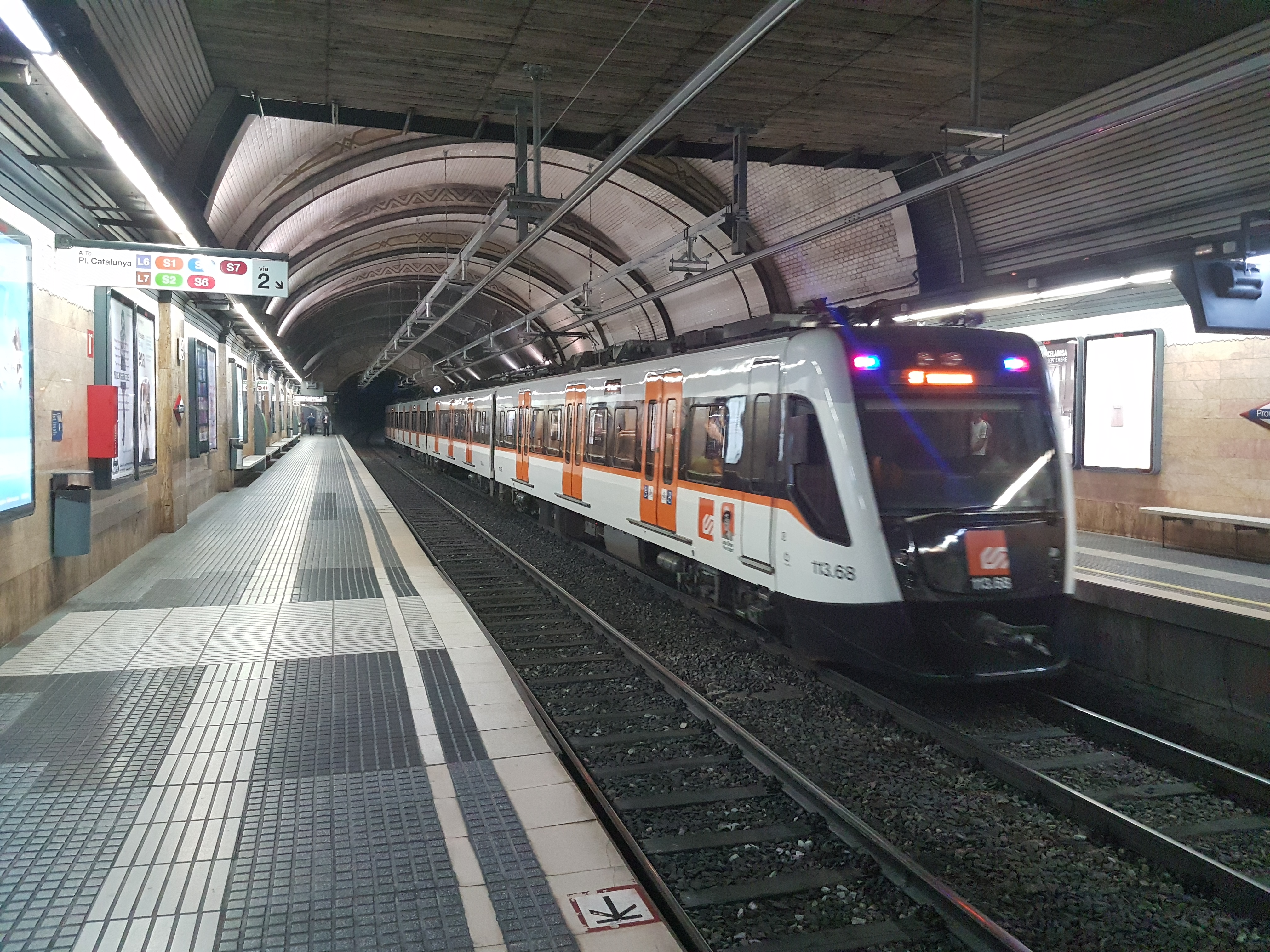
Série 113
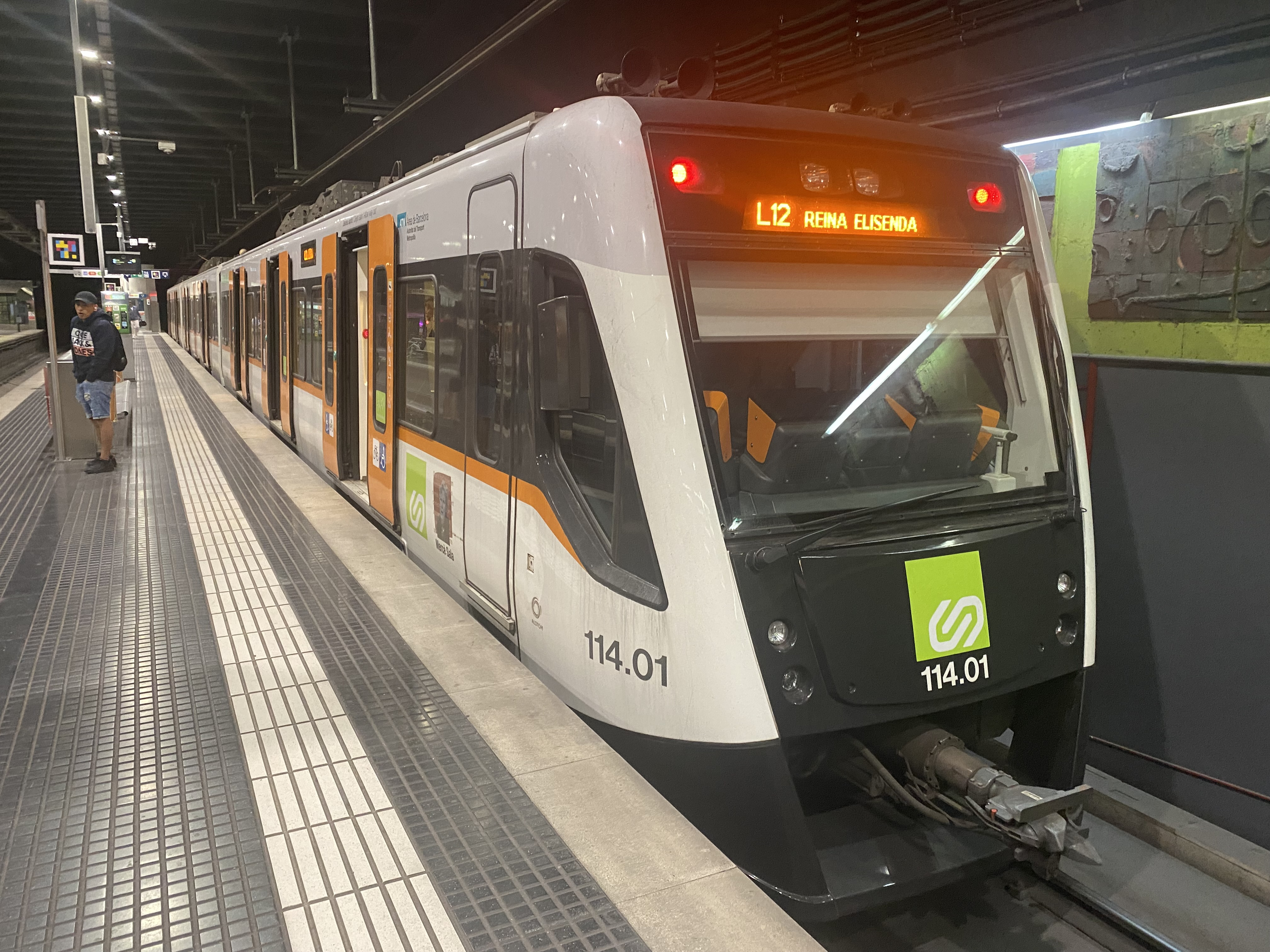
Série 114

## Projets
Le plan directeur des infrastructures (PDI) 2021-2030 de l'Autorité du transport métropolitain (ATM) reprend l'idée d'une extension de la L12 sur trois stations à Barcelone et Esplugues de Llobregat, avec une automatisation du système de conduite, pour un investissement de 187 millions €. Avec les autres projets d'extension du réseau, la L12 serait en correspondance avec la ligne 9 à Sarrià et la ligne 3 à Finestrelles, son nouveau terminus.

Schéma de la ligne prolongée.